# Гљаук Коњуфца
Гљаук Коњуфца (алб. Glauk Konjufca; Приштина, 25. јул 1981) албански је политичар са Косова и Метохије. Од 22. марта 2021. обавља функцију председника Скупштине Републике Косово, а упоредо је од 22. марта до 4. априла био вршилац дужности председника Републике Косово. Пре овога је већ обављао функцију председника Скупштине Републике Косово у периоду од 26. децембра 2019 до 3. фебруара 2020, када је именован за министра спољних послова, а ту функцију је обављао до 3. јуна 2020. Члан је Самоопредељења.

## Биографија
Рођен је 25. јула 1981. у албанској породици у Приштини. Студирао је филозофију на Универзитету у Приштини. Током студија био је заменик директора студентске организације Центар за права.